# Saint-Jean-de-Minervois
Saint-Jean-de-Minervois település Franciaországban, Hérault megyében. Lakosainak száma 133 fő (2022. január 1.). Saint-Jean-de-Minervois Bize-Minervois, Agel, Aigues-Vives, Assignan, La Caunette, Pardailhan, Rieussec és Vélieux községekkel határos.

## Népesség
A település népessége az elmúlt években az alábbi módon változott:
| Lakosok száma | 182  | 146  | 135  | 134  | 145  | 149  | 148  | 147  | 141  | 133  |
|               | 1968 | 1982 | 1990 | 2006 | 2013 | 2015 | 2017 | 2019 | 2020 | 2022 |